# Артур Віджі
Артур Віджі (справжнє ім'я: Артур Фелліг; *12 червня 1899, Золочів, Львівщина—†26 грудня 1968, Нью-Йорк, США) — американський фотожурналіст.

## Біографія
Друкувався в нью-йоркських періодичних виданнях у 1930-40-ві роки. Мав міжнародну популярність.
Опублікував кілька книг. Зняв кілька короткометражних фільмів.
Читав лекції на теми майстерності фотографії в США, Європі, СРСР.
До цього часу в різних країнах можна зустріти виставки фотографій Віджі — львів'янина Артура Фелліга.